# 间谍卫星
间諜卫星又叫軍用侦察卫星，其主要用于对使用國家有興趣的其他國家或是地區進行情報搜集，搜集的情報種類可以包含軍事與非軍事的設施與活動，自然資源分布、運輸與使用，或者是氣象、海洋、水文等資料的獲取。由于现在的领空尚未包含地球週遭的軌道空域，利用衛星蒐集情報避免了侵犯领空的纠纷；而且因為操作高度較高，不易受到攻击。

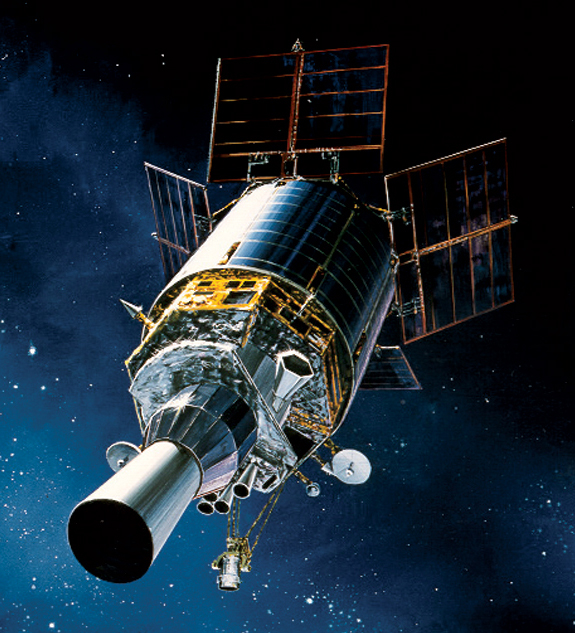
美国导弹预警卫星

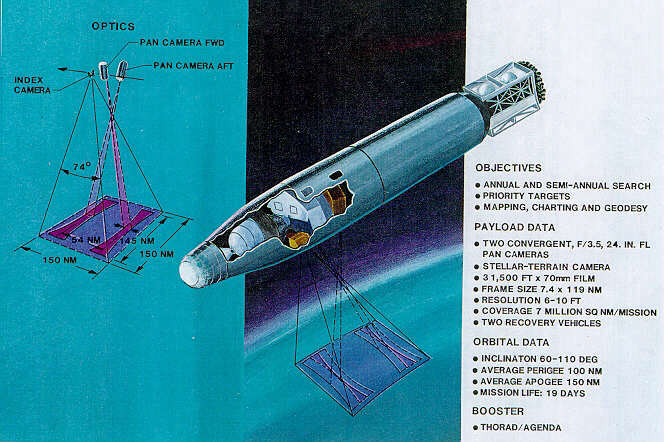
KH-4B 日冕偵察衛星

早期偵察衛星最主要的偵查手段是利用可見光波段的照相機。隨著科技的進步和情報種類的多樣化，現在的偵察衛星使用的蒐集手段可以大致上區分為主動與被動兩大類。
主動手段就是由衛星發出訊號，藉由接收反射回來的訊號分析其中代表的意義。譬如說利用雷達波對地面進行掃描以獲得地形、地物或者是大型人工建築等的影像。被動手段是利用被偵查的物體發射出來的某種訊號，加以蒐集並且分析。這種偵查方式是最為常見的一種，包括使用可見光或者是紅外線進行照相或者是連續影像錄製，截收使用各類無線電波段的訊號，像是各種雷達與通訊設施等等。
目前各種光學攝影的效果的最大解析度是各國家的機密，不過從各種公開或者是半公開的資訊當中，很多人相信目前的偵察衛星要取得地面上的車牌的數字是輕而易舉，至於是否可以連報紙上的文字都能夠清晰的獲得，就沒有足夠的資料與以佐證。

## 历史

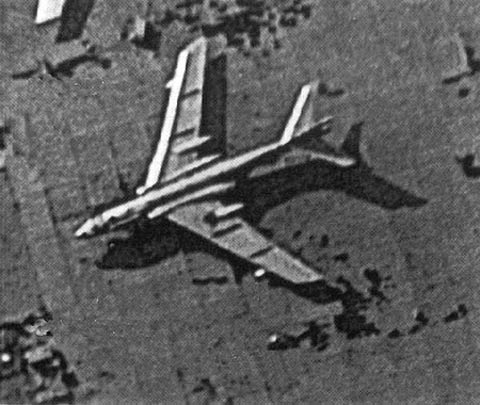
軍事衛星拍攝的轟6

1959年2月28日，美国用雷神阿金那火箭发射了第一颗侦察卫星——“发现者”。发现者卫星是返回式衛星，上面装有高分辨率的摄影机进行摄影侦察，但卫星前12次回收均遭失败，直到1960年8月10日发射的“发现者13”终于回收成功。此后，美国不断的发射这种卫星，取得了大量苏联的军事情报。冷战时期，美国、苏联都大量的发射间谍卫星。

## 类型
主要有以下几种类型的侦查卫星 。
导弹早期预警：作为弹道导弹攻击的早期预警。
核爆炸检测：从太空中检测核评估核爆。
光学成像：使用远摄镜头获取地面的影像。
电子侦查：侦查电子信号。
雷达成像：主要使用合成孔径雷达来对地面进行成像，相较于光学成像，可以在多云和夜间完成成像任务。